# قائمة الربوبيون

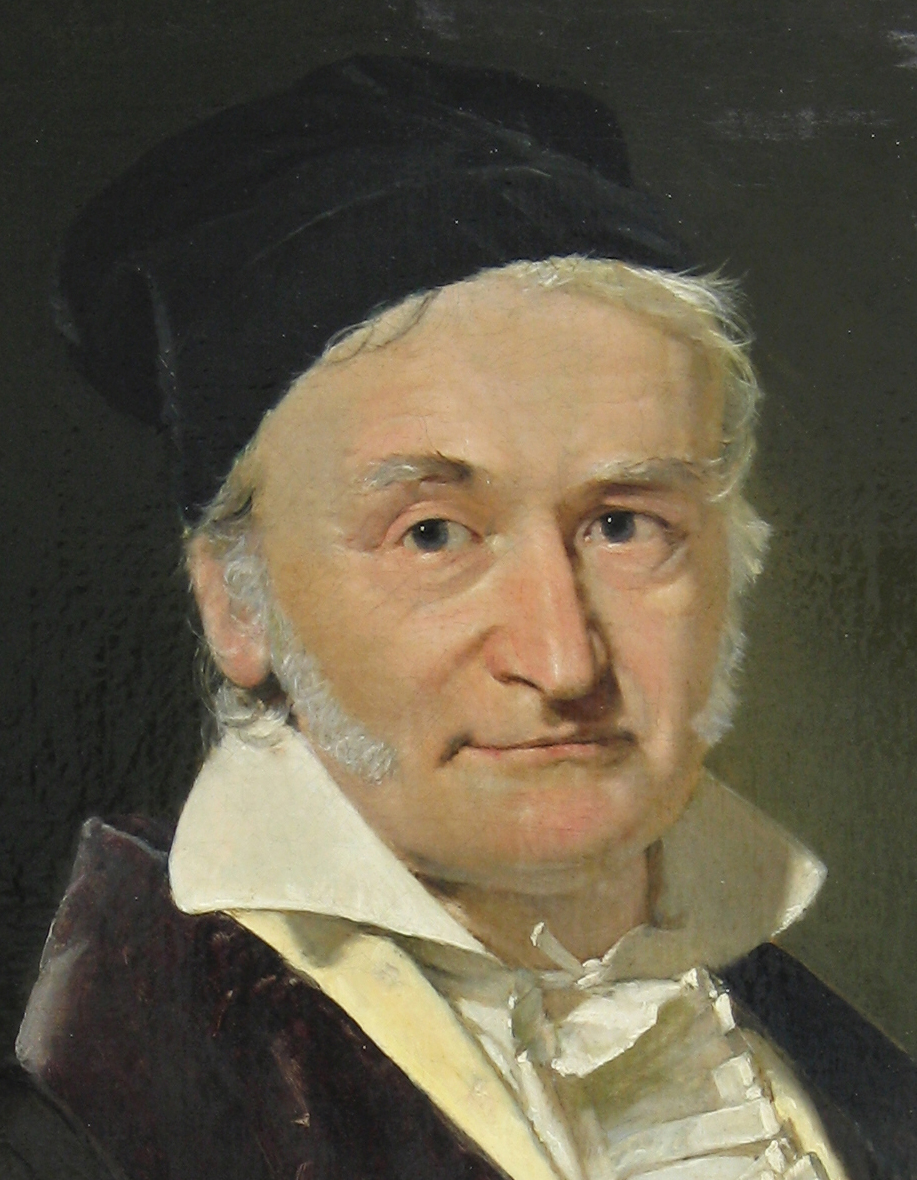
كارل فريدريش جاوس

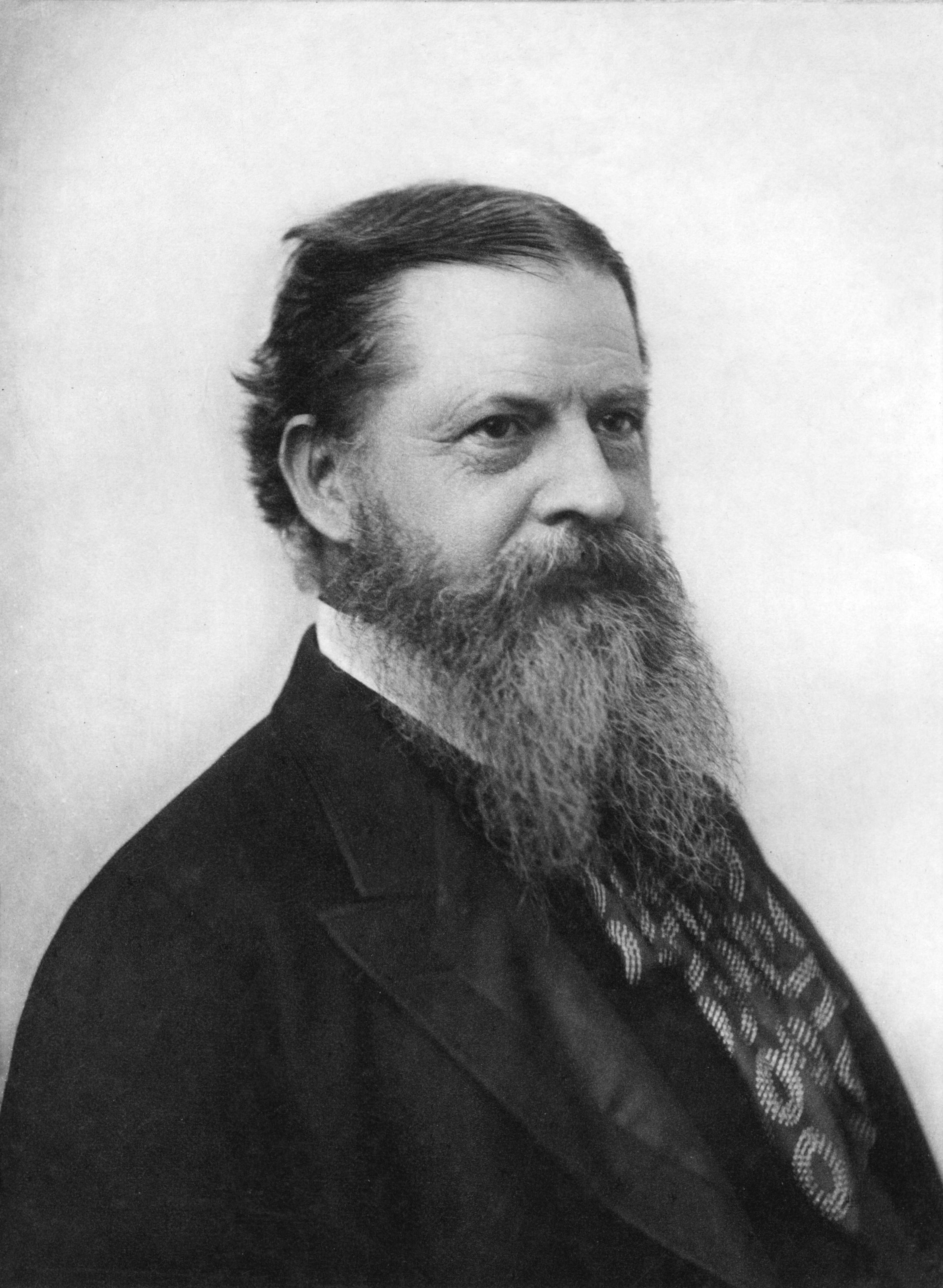
تشارلز ساندرز بيرس

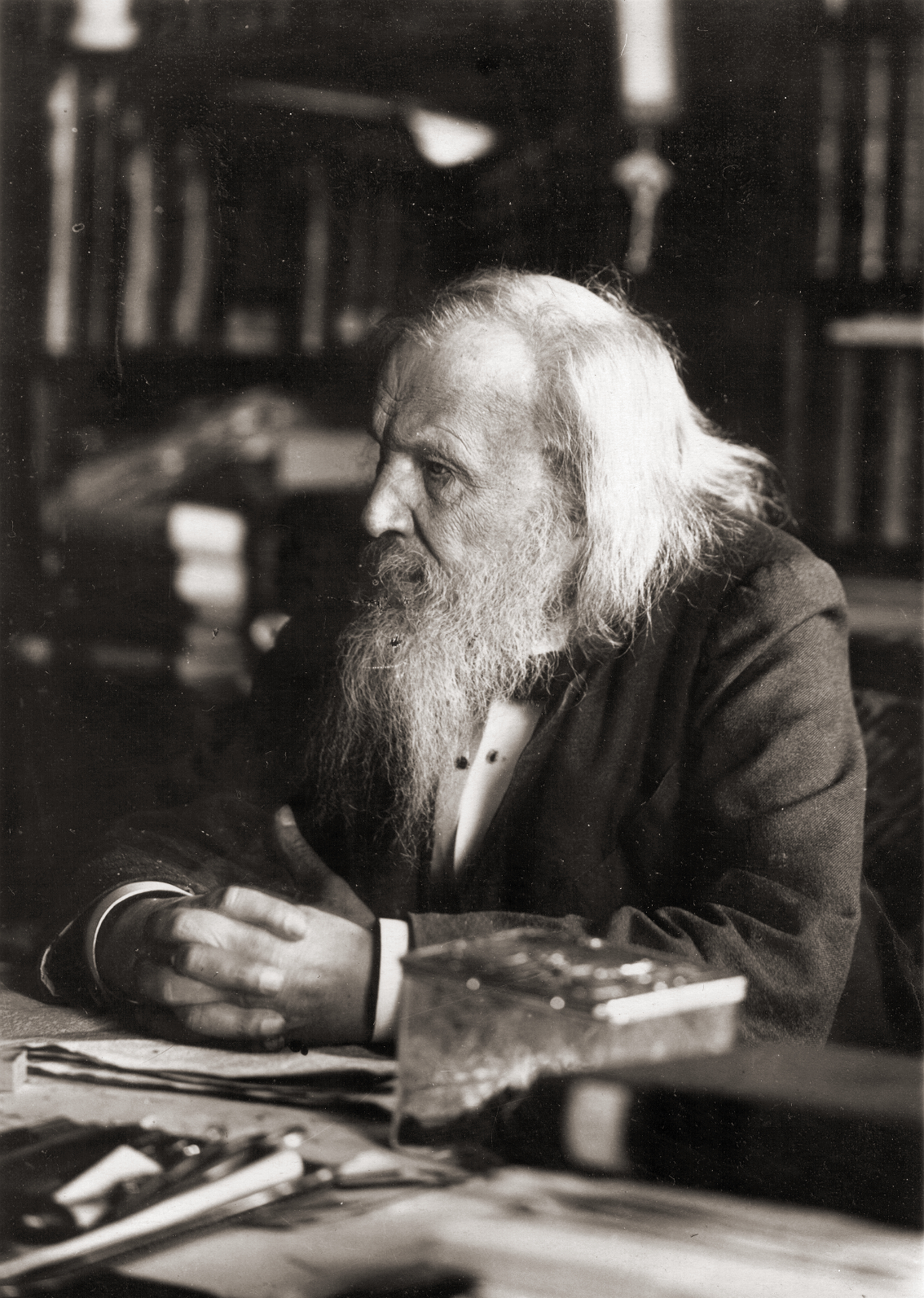
ديمتري منديليف

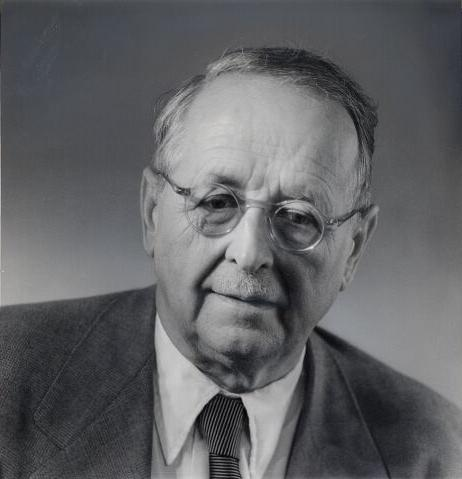
هيرمان ويل

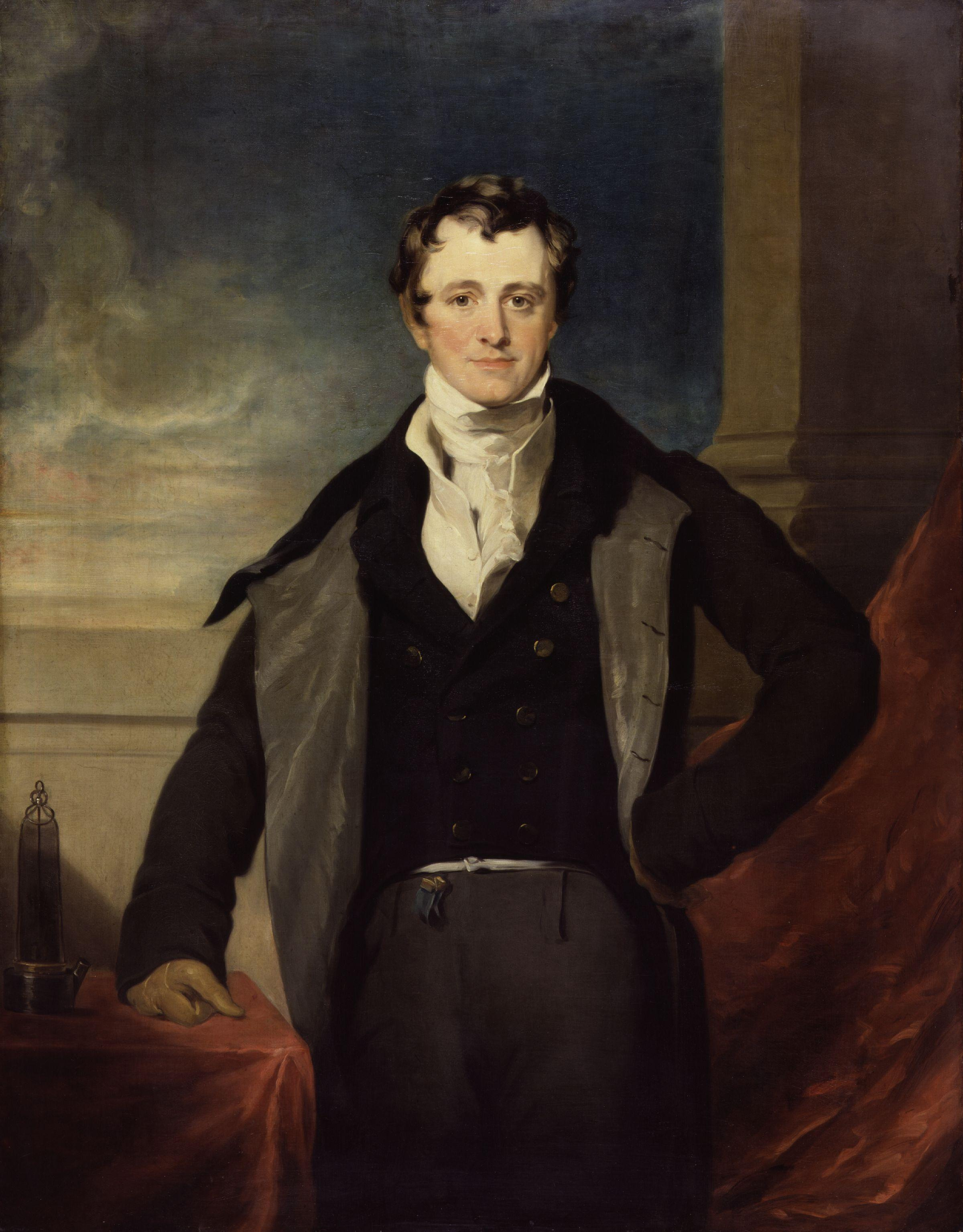
همفري ديفي

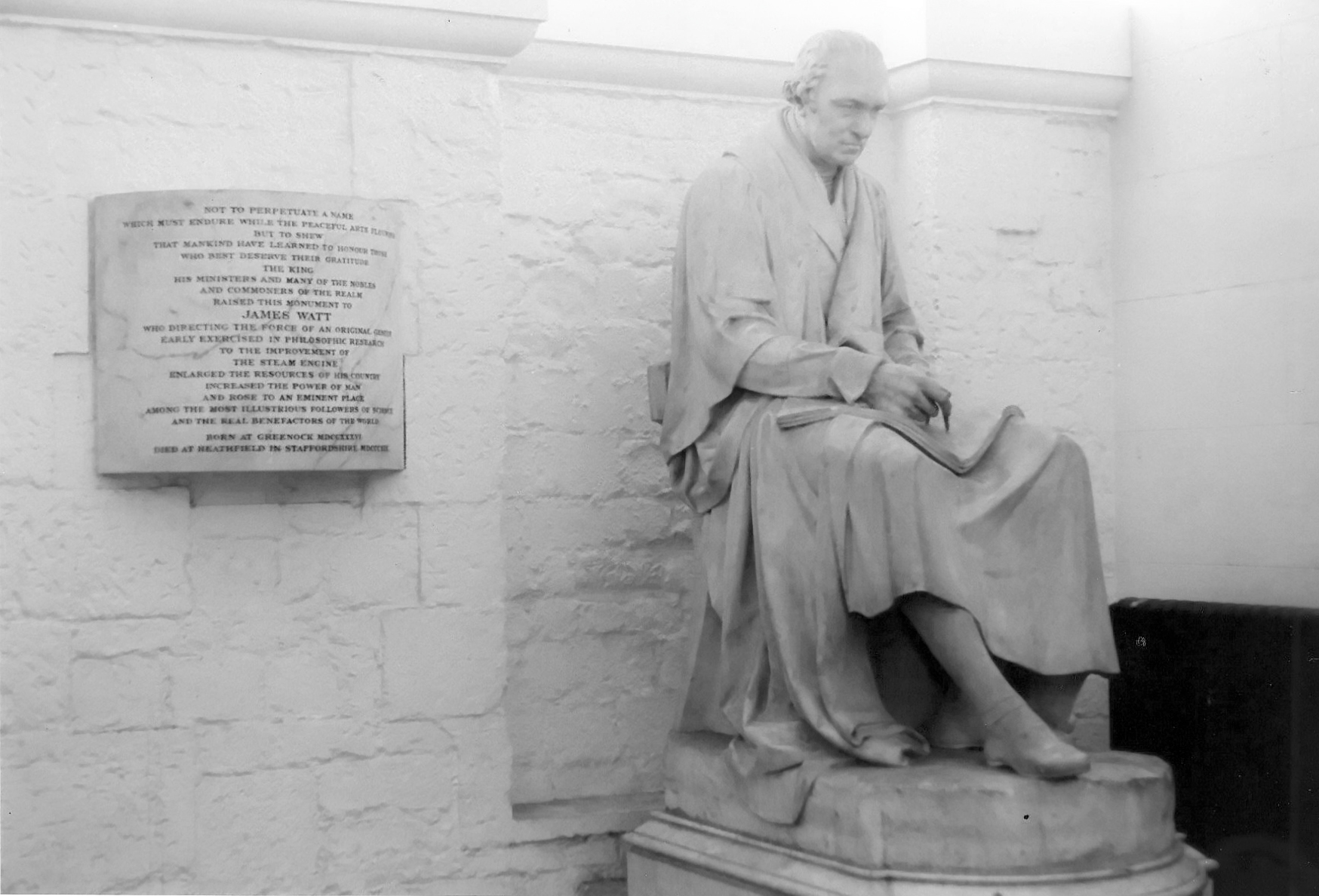
جيمس واط

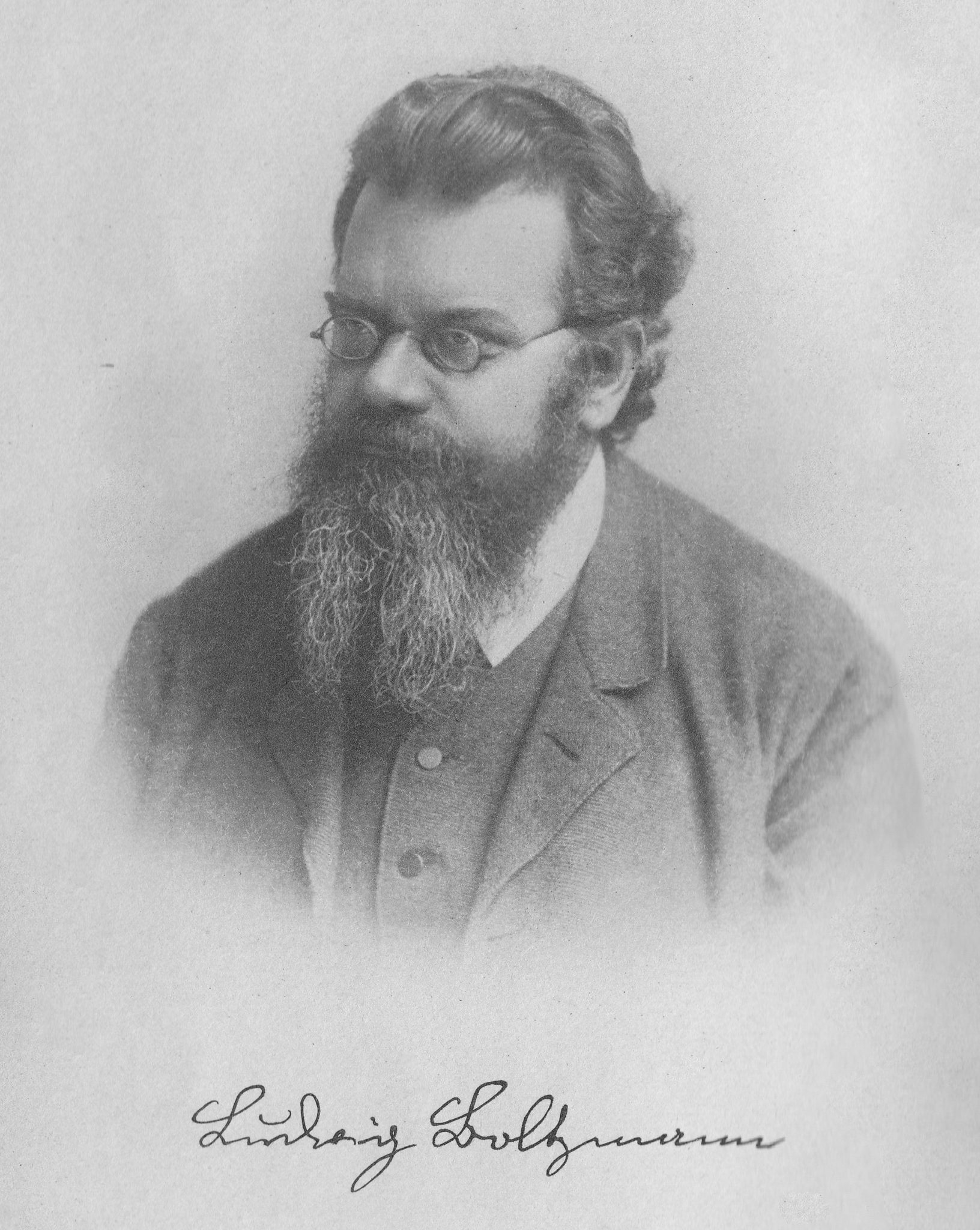
لودفيج بولتزمان

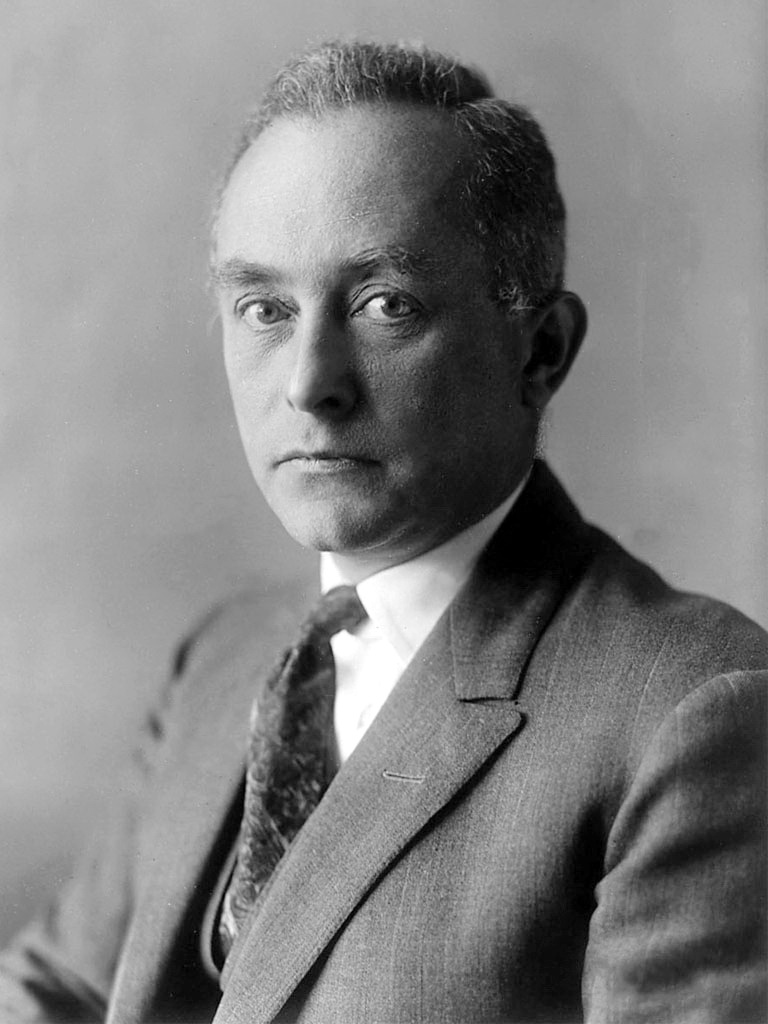
ماكس ولد

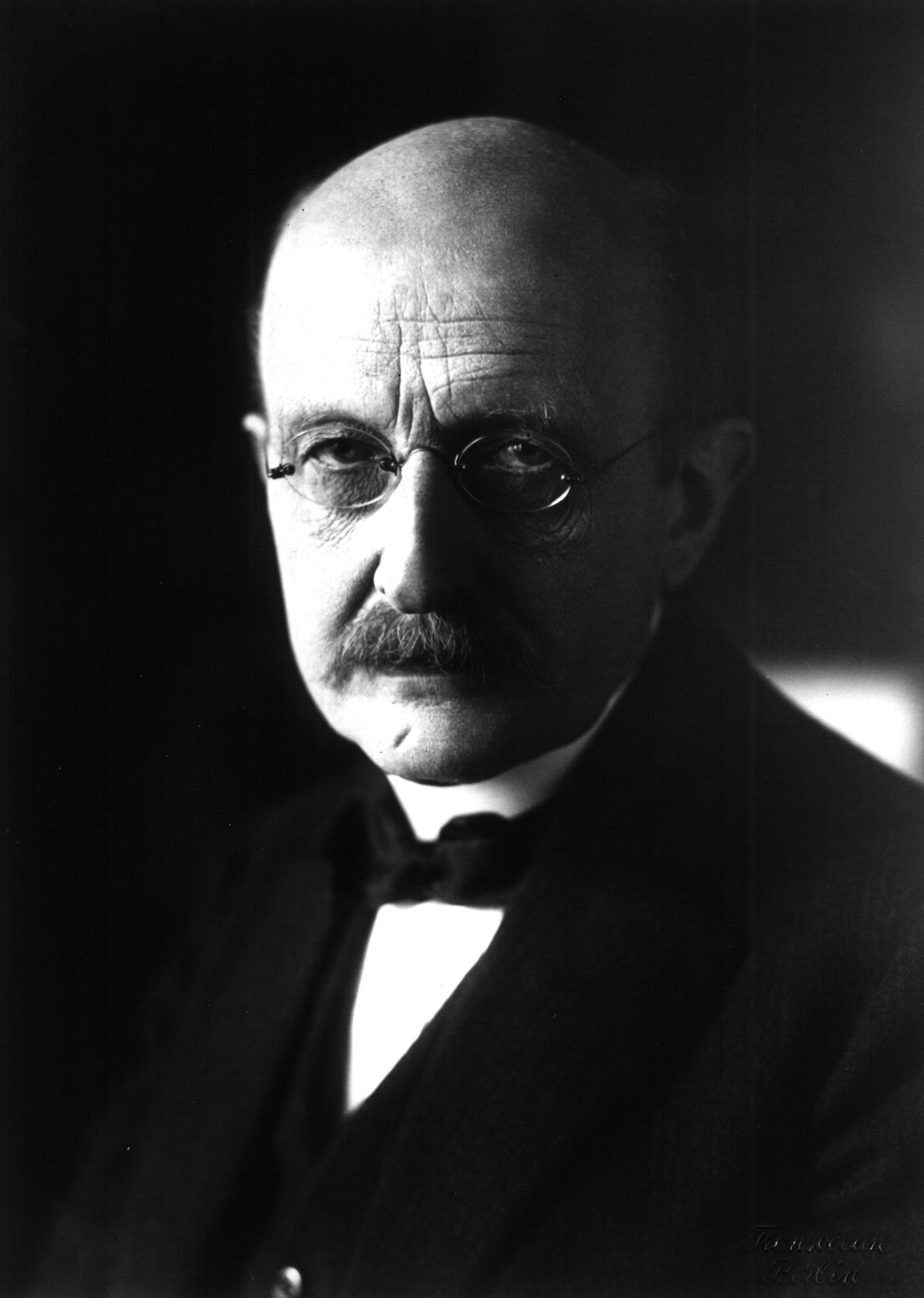
ماكس بلانك

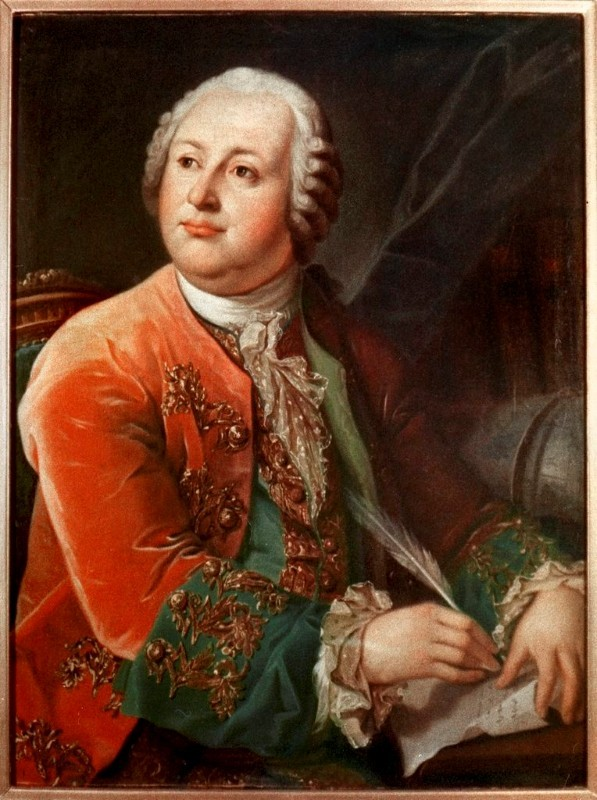
ميخائيل لومونوسوف

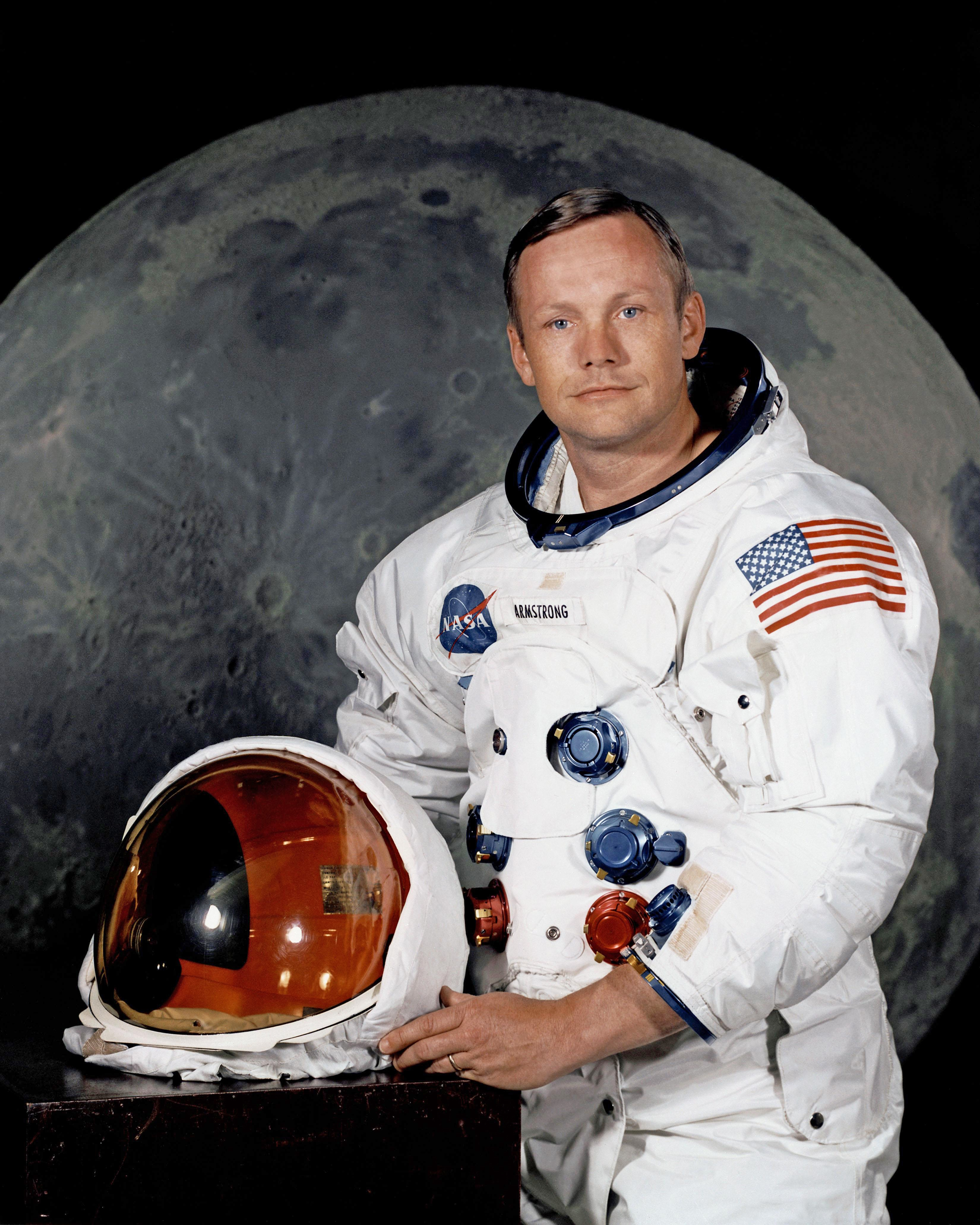
نيل أرمسترونغ

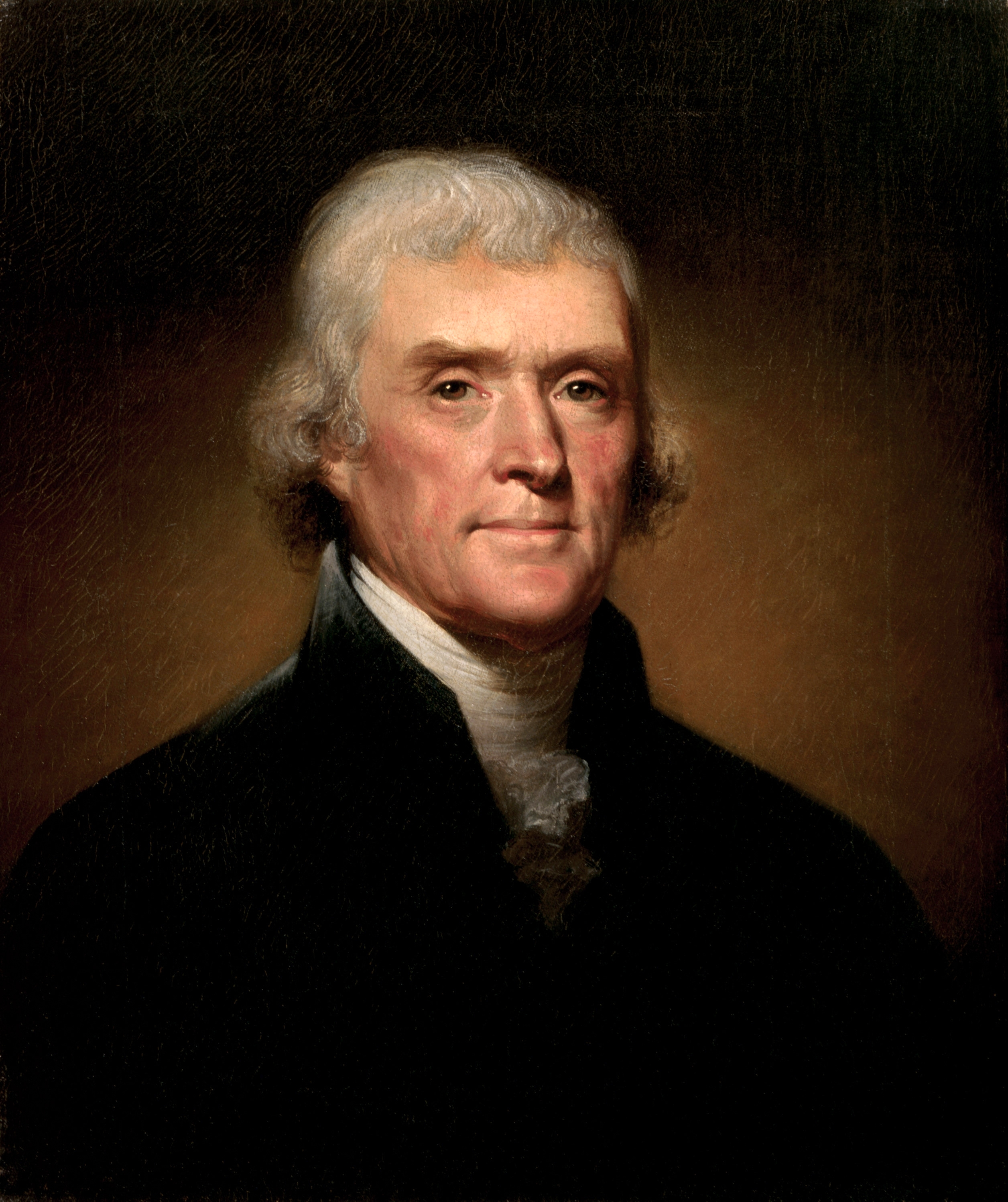
توماس جيفرسون

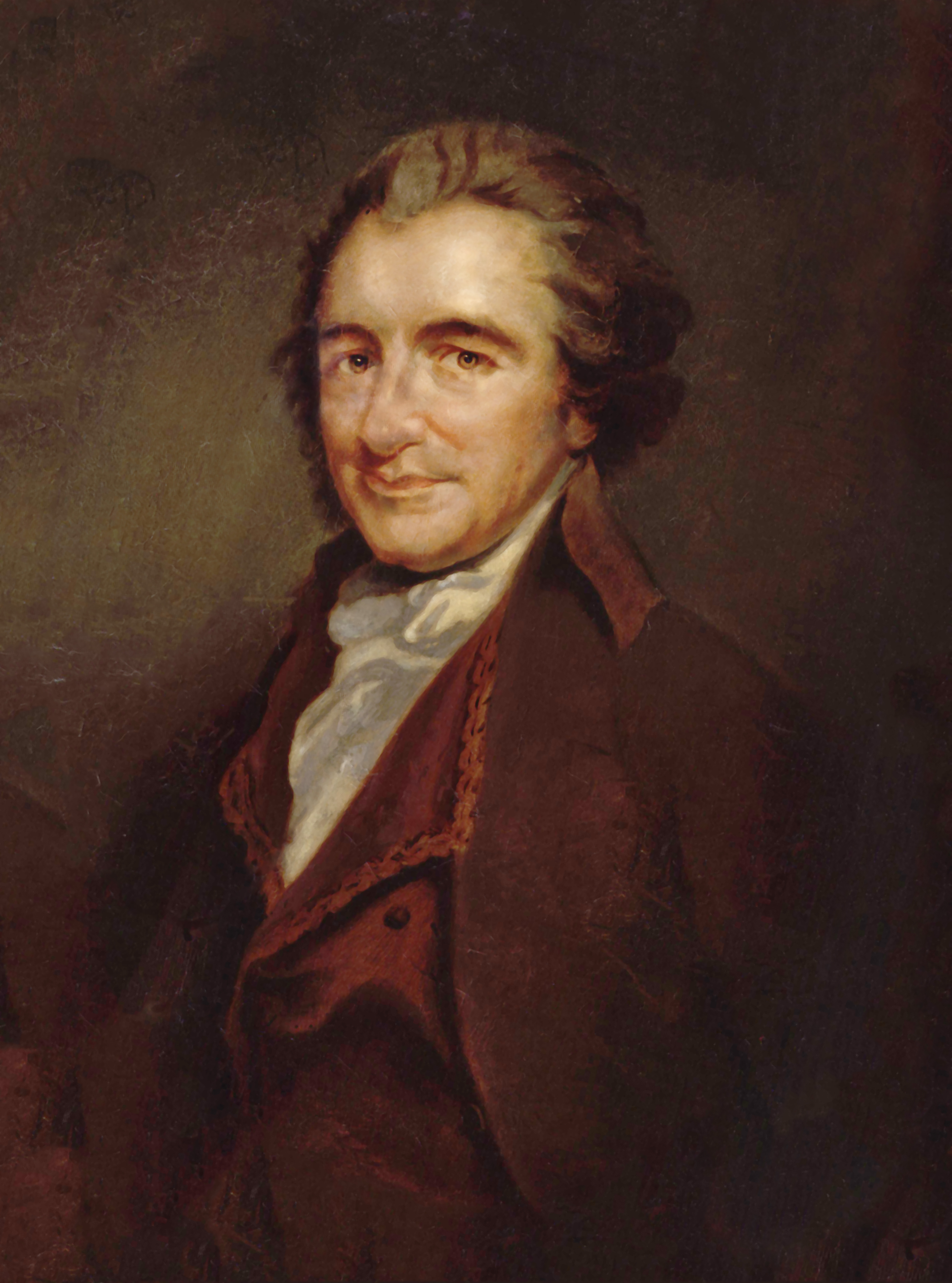
توماس باين

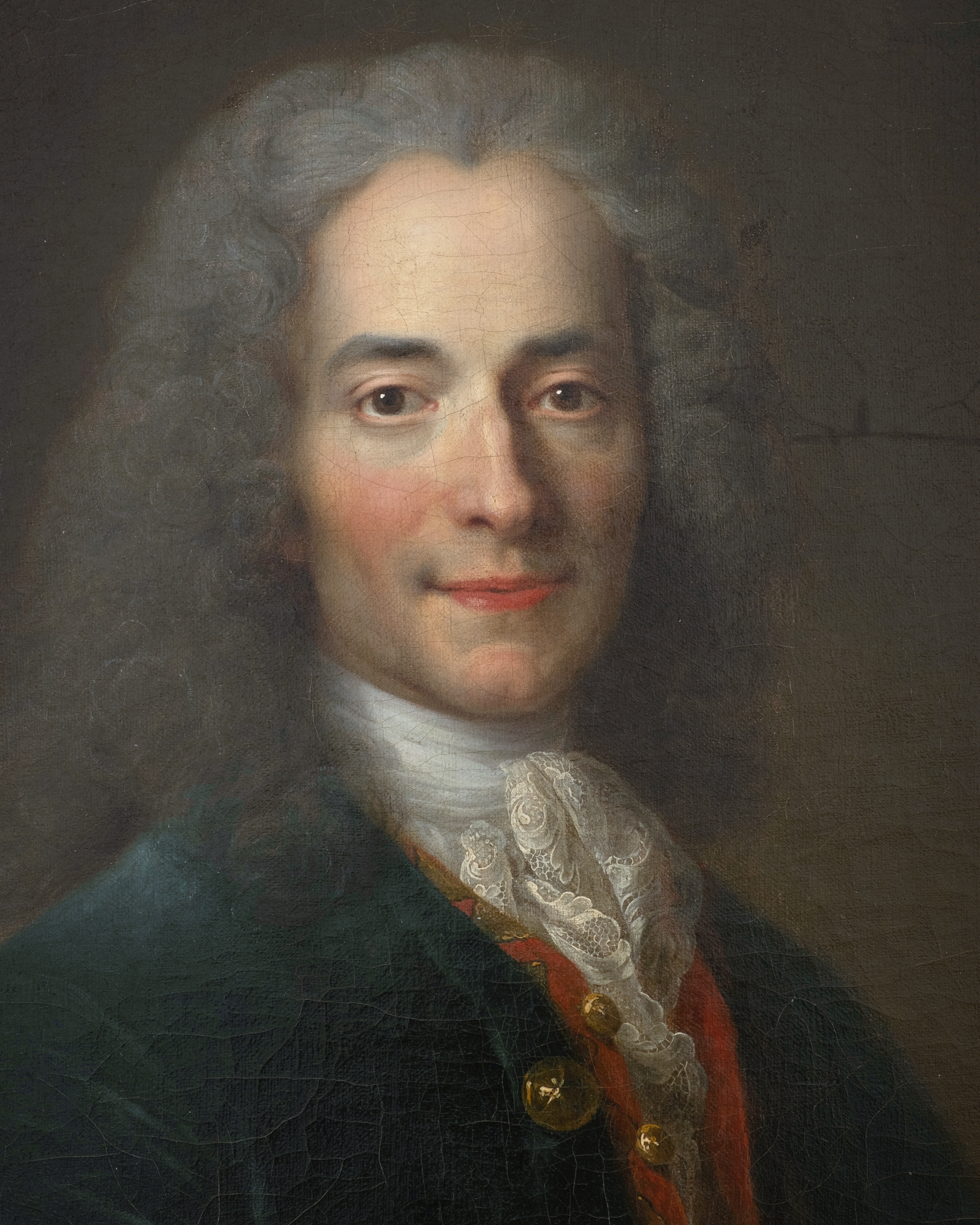
فولتير

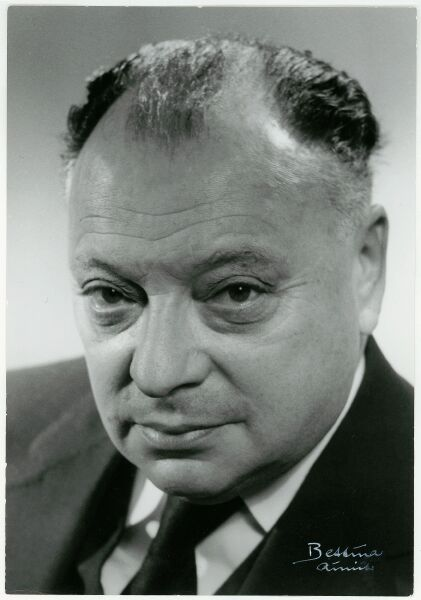
وولفجانج باولي

هذه قائمة جزئية بالأشخاص الذين تم تصنيفهم على أنهم "ربوبيون" ، الإيمان بالإله القائم على الدين الطبيعي فقط ، أو الإيمان بالحقائق الدينية التي اكتشفها الناس من خلال عملية التفكير ، بغض النظر عن أي وحي من خلال الكتب أو الأنبياء . لقد تم اختيارهم لتأثيرهم على فكرة الربوبية ، أو لشهرتهم في مجالات أخرى.
- أناكساغوراس (c. 500–428 BC) فيلسوف يوناني ما قبل سقراط
- ابو العلاء المعري (973–1058) شاعر وفيلسوف عربي
- ايثان الين (1738–89) ضابط أمريكي
- لويس ألفاريز (1911–1988) حاصل على جائزة نوبل في السلام